# Sekou Sylla (Fußballspieler, 2001)
Sekou Sylla (* 20. Juli 2001) ist ein ivorischer Fußballspieler.

## Karriere
Sylla spielte zunächst bei Olympic Sport d’Abobo. Im August 2019 wurde er nach Österreich an den Zweitligisten FC Blau-Weiß Linz verliehen. Für die Linzer kam er während der Leihe jedoch nur zu einem Einsatz im ÖFB-Cup.
Nach dem Ende der Leihe kehrte er zunächst in seine Heimat zurück, ehe er im Oktober 2020 zum österreichischen Zweitligisten Kapfenberger SV wechselte. Sein Debüt für die Steirer in der 2. Liga gab er im Dezember 2020, als er am zwölften Spieltag der Saison 2020/21 gegen den SK Rapid Wien II in der Startelf stand. Insgesamt kam er für Kapfenberg zu 39 Zweitligaeinsätzen, ehe er den Klub nach der Saison 2022/23 verließ.
Nach einem halben Jahr ohne Verein wechselte er im Februar 2024 zum Regionalligisten SPG Wels. Wels stieg 2025 in die 2. Liga, zu einem Einsatz für den Verein kam er aber nie. Nach der Saison 2024/25 verließ er den Verein.